# Castelul Gyulay Ferencz
Castelul Gyulay Ferencz este un ansamblu de monumente istorice aflat pe teritoriul satului Mintia; comuna Vețel.

Ansamblul este format din următoarele monumente:
- Castelul Gyulay Ferencz (cod LMI HD-II-m-A-03366.01)
- Parc (cod LMI HD-II-m-A-03366.02)